# Silabarul cherokee
Silabarul cherokee (pronunție: [silabaruːl ˈtʃɛrəˌkiː]), este folosit de populația amerindiană cherokee. A fost inventat de argintarul cherokee analfabet Sequoyah, în 1819. Este format din 85 (la început 86) de caractere, fiecare reprezentând câte o silabă.

## Descriere
Fiecare grafem reprezintă o o silabă, la fel ca în silabarul japonez kana sau silabarul din Epoca Bronzului grecă, numită Lineara B. Primele 6 grafeme (Ꭰ [ a ], Ꭱ [ e ], Ꭲ [ i ] ,Ꭳ [ o ] și Ꭴ [ u ]) reprezintă vocalele din care sunt formate silabele. Lângă vocale mai e consoana v (Ꭵ Consoană fricativă labiodentală sonoră), care formează și ea vocale. Restul grafemelor reprezintă silabe.

### O imagine a silabarului
În imagine, în ultima coloană, „v” e reprezentat și ca /ə̃/.

### Silabarul arătat prin text Unicode
| Vocale → Consoane ↓ | a [a]~[ə] | a [a]~[ə] | a [a]~[ə] | e [e]~[ɛ] | e [e]~[ɛ] | i [i]~[ɪ] | i [i]~[ɪ] | o [o]~[ɔ] | u [u]~[ʊ] | v [ə̃]  |
| ------------------- | --------- | --------- | --------- | --------- | --------- | --------- | --------- | --------- | --------- | ------ |
| —                   | Ꭰꭰ a      | Ꭰꭰ a      | Ꭰꭰ a      | Ꭱꭱ e      | Ꭱꭱ e      | Ꭲꭲ i      | Ꭲꭲ i      | Ꭳꭳ o      | Ꭴꭴ u      | Ꭵꭵ v   |
| g [ɡ]               | Ꭶꭶ ga     | Ꭷꭷ ka     | Ꭷꭷ ka     | Ꭸꭸ ge     | Ꭸꭸ ge     | Ꭹꭹ gi     | Ꭹꭹ gi     | Ꭺꭺ go     | Ꭻꭻ gu     | Ꭼꭼ gv  |
| h [h]               | Ꭽꭽ ha     | Ꭽꭽ ha     | Ꭽꭽ ha     | Ꭾꭾ he     | Ꭾꭾ he     | Ꭿꭿ hi     | Ꭿꭿ hi     | Ꮀꮀ ho     | Ꮁꮁ hu     | Ꮂꮂ hv  |
| l [l]               | Ꮃꮃ la     | Ꮃꮃ la     | Ꮃꮃ la     | Ꮄꮄ le     | Ꮄꮄ le     | Ꮅꮅ li     | Ꮅꮅ li     | Ꮆꮆ lo     | Ꮇꮇ lu     | Ꮈꮈ lv  |
| m [m]               | Ꮉꮉ ma     | Ꮉꮉ ma     | Ꮉꮉ ma     | Ꮊꮊ me     | Ꮊꮊ me     | Ꮋꮋ mi     | Ꮋꮋ mi     | Ꮌꮌ mo     | Ꮍꮍ mu     |        |
| n [n]               | Ꮎꮎ na     | Ꮐꮐ nah    | Ꮏꮏ hna    | Ꮑꮑ ne     | Ꮑꮑ ne     | Ꮒꮒ ni     | Ꮒꮒ ni     | Ꮓꮓ no     | Ꮔꮔ nu     | Ꮕꮕ nv  |
| qu [kʰw]            | Ꮖꮖ qua    | Ꮖꮖ qua    | Ꮖꮖ qua    | Ꮗꮗ que    | Ꮗꮗ que    | Ꮘꮘ qui    | Ꮘꮘ qui    | Ꮙꮙ quo    | Ꮚꮚ quu    | Ꮛꮛ quv |
| s [s]               | Ꮝꮝ s      | Ꮜꮜ sa     | Ꮜꮜ sa     | Ꮞꮞ se     | Ꮞꮞ se     | Ꮟꮟ si     | Ꮟꮟ si     | Ꮠꮠ so     | Ꮡꮡ su     | Ꮢꮢ sv  |
| d/t [d]/[t]         | Ꮣꮣ da     | Ꮤꮤ ta     | Ꮤꮤ ta     | Ꮥꮥ de     | Ꮦꮦ te     | Ꮧꮧ di     | Ꮨꮨ ti     | Ꮩꮩ do     | Ꮪꮪ du     | Ꮫꮫ dv  |
| tl [t͡ɬ]             | Ꮬꮬ dla    | Ꮭꮭ tla    | Ꮭꮭ tla    | Ꮮꮮ tle    | Ꮮꮮ tle    | Ꮯꮯ tli    | Ꮯꮯ tli    | Ꮰꮰ tlo    | Ꮱꮱ tlu    | Ꮲꮲ tlv |
| ts [t͡s]~[d͡ʒ]        | Ꮳꮳ tsa    | Ꮳꮳ tsa    | Ꮳꮳ tsa    | Ꮴꮴ tse    | Ꮴꮴ tse    | Ꮵꮵ tsi    | Ꮵꮵ tsi    | Ꮶꮶ tso    | Ꮷꮷ tsu    | Ꮸꮸ tsv |
| w [ɰ]               | Ꮹꮹ wa     | Ꮹꮹ wa     | Ꮹꮹ wa     | Ꮺꮺ we     | Ꮺꮺ we     | Ꮻꮻ wi     | Ꮻꮻ wi     | Ꮼꮼ wo     | Ꮽꮽ wu     | Ꮾꮾ wv  |
| y [j]               | Ꮿꮿ ya     | Ꮿꮿ ya     | Ꮿꮿ ya     | Ᏸᏸ ye     | Ᏸᏸ ye     | Ᏹᏹ yi     | Ᏹᏹ yi     | Ᏺᏺ yo     | Ᏻᏻ yu     | Ᏼᏼ yv  |